# Élection présidentielle allemande de 1994
L’élection présidentielle allemande de 1994 (en allemand : Wahl des deutschen Bundespräsidenten 1994), dixième élection présidentielle de la République fédérale d'Allemagne, se tient le 23 mai 1994, afin d'élire le président fédéral pour un mandat de cinq ans au suffrage indirect.
Le président sortant Richard von Weizsäcker, en fonction depuis dix ans, n'est pas rééligible. Le président du Tribunal constitutionnel fédéral Roman Herzog, candidat des Unions chrétiennes, est élu au troisième tour de scrutin face au ministre-président de Rhénanie-du-Nord-Westphalie Johannes Rau, présenté par le Parti social-démocrate.

## Contexte
La chute du mur de Berlin, qui séparait la ville en deux depuis 1961, se produit le 9 novembre 1989. Le 3 octobre 1990, l'Allemagne est réunifiée après quatre décennies de séparation entre la République fédérale d'Allemagne (RFA) et la République démocratique allemande (RDA). Moins de deux mois plus tard se tiennent les élections fédérales du 2 décembre, premier scrutin libre à se tenir sur l'ensemble du territoire allemand depuis 1932.

## Mode de scrutin
Le président fédéral (en allemand : Bundespräsident) est le chef de l'État de la République fédérale d'Allemagne.
Il est élu pour un mandat de cinq ans renouvelable une fois consécutivement par l'Assemblée fédérale (Bundesversammlung). Elle se compose de l'ensemble des députés du Bundestag et d'un nombre égal de délégués des Länder élus par leurs assemblées parlementaires.
L'élection est acquise si un candidat remporte un nombre de voix équivalent à la majorité absolue des membres de l'Assemblée. Si aucun postulant n'a obtenu un tel résultat après deux tours de scrutin, un troisième tour est organisé où la majorité simple des voix est suffisante pour l'emporter.

### Composition de l'Assemblée fédérale
L'Assemblée fédérale se réunit au palais du Reichstag de Berlin, sous la présidence de Rita Süssmuth, présidente du Bundestag.
|                                    |     |        |     |     |     |     |     |     |    |       |
| Land                               | PDS | Grünen | SPD | SSW | FDP | CDU | CSU | REP | NI | Total |
| Land                               |     |        |     |     |     |     |     |     |    | Total |
| Bade-Wurtemberg                    | 0   | 6      | 26  | 0   | 3   | 36  | 36  | 8   | 0  | 79    |
| Bavière                            | 0   | 5      | 27  | 0   | 3   | 61  | 61  | 0   | 0  | 96    |
| Berlin                             | 2   | 2      | 9   | 0   | 2   | 13  | 13  | 0   | 0  | 28    |
| Brandebourg                        | 4   | 1      | 10  | 0   | 1   | 6   | 6   | 0   | 0  | 22    |
| Brême                              | 0   | 0      | 3   | 0   | 0   | 2   | 2   | 0   | 0  | 5     |
| Hambourg                           | 0   | 2      | 7   | 0   | 0   | 4   | 4   | 0   | 0  | 13    |
| Hesse                              | 0   | 4      | 20  | 0   | 3   | 19  | 19  | 0   | 0  | 46    |
| Mecklembourg-Poméranie-Occidentale | 2   | 0      | 5   | 0   | 1   | 8   | 8   | 0   | 0  | 16    |
| Basse-Saxe                         | 0   | 3      | 29  | 0   | 3   | 28  | 28  | 0   | 0  | 63    |
| Rhénanie-du-Nord-Westphalie        | 0   | 7      | 73  | 0   | 8   | 53  | 53  | 0   | 0  | 141   |
| Rhénanie-Palatinat                 | 0   | 2      | 15  | 0   | 2   | 13  | 13  | 0   | 0  | 32    |
| Sarre                              | 0   | 0      | 6   | 0   | 0   | 3   | 3   | 0   | 0  | 9     |
| Saxe                               | 4   | 2      | 8   | 0   | 2   | 25  | 25  | 0   | 0  | 41    |
| Saxe-Anhalt                        | 3   | 1      | 7   | 0   | 2   | 10  | 10  | 0   | 2  | 25    |
| Schleswig-Holstein                 | 0   | 0      | 11  | 1   | 1   | 9   | 9   | 0   | 1  | 23    |
| Thuringe                           | 2   | 1      | 6   | 0   | 2   | 12  | 12  | 0   | 0  | 23    |
| Délégués                           | 17  | 36     | 262 | 1   | 33  | 241 | 61  | 8   | 3  | 662   |
| Bundestag                          | 16  | 7      | 239 | 0   | 78  | 267 | 50  | 1   | 4  | 662   |
| Total                              | 33  | 43     | 501 | 1   | 111 | 508 | 111 | 9   | 7  | 1324  |

## Candidats
| Candidat | Candidat | Candidat               | Candidat | Parti                                        | Fonction                                                                                            |
| -------- | -------- | ---------------------- | -------- | -------------------------------------------- | --------------------------------------------------------------------------------------------------- |
|          |          | Hildegard Hamm-Brücher | 73 ans   | Parti libéral-démocrate (FDP)                | Ancienne députée fédérale de Bavière Ancienne secrétaire d'État de l'office des Affaires étrangères |
|          |          | Roman Herzog           | 60 ans   | Union chrétienne-démocrate d'Allemagne (CDU) | Président du Tribunal constitutionnel fédéral                                                       |
|          |          | Hans Hirzel            | 69 ans   | Les Républicains (REP)                       | |
|          |          | Johannes Rau           | 63 ans   | Parti social-démocrate d'Allemagne (SPD)     | Ministre-président de Rhénanie-du-Nord-Westphalie                                                   |
|          |          | Jens Reich (de)        | 65 ans   | Alliance 90 / Les Verts (Grünen)             | Ancien député à la Chambre du peuple                                                                |

## Résultats
| Candidats                | Candidats                | Partis                   | Premier tour | Premier tour | Deuxième tour | Deuxième tour | Troisième tour  | Troisième tour  |  |
| Candidats                | Candidats                | Partis                   | Voix         | %            | Voix          | %             | Voix            | %               |  |
| ------------------------ | ------------------------ | ------------------------ | ------------ | ------------ | ------------- | ------------- | --------------- | --------------- |  |
|                          | Roman Herzog             | CDU                      | 604          | 45,93        | 622           | 47,19         | 696             | 53,05           |  |
|                          | Johannes Rau             | SPD                      | 505          | 38,40        | 559           | 42,41         | 605             | 46,11           |  |
|                          | Hildegard Hamm-Brücher   | FDP                      | 132          | 10,04        | 126           | 9,56          | Retrait         | Retrait         |  |
|                          | Jens Reich               | Grünen                   | 61           | 4,64         | Retrait       | Retrait       | Retrait         | Retrait         |  |
|                          | Hans Hirzel              | REP                      | 12           | 0,91         | 11            | 0,83          | 11              | 0,84            |  |
|                          |                          |                          |              |              |               |               |                 |                 |  |
| Majorité requise         | Majorité requise         | Majorité requise         | 663 voix     | 663 voix     | 663 voix      | 663 voix      | Majorité simple | Majorité simple |  |
|                          |                          |                          |              |              |               |               |                 |                 |  |
| Suffrages exprimés       | Suffrages exprimés       | Suffrages exprimés       | 1 315        | 99,85        | 1 318         | 99,92         | 1 312           | 99,92           |  |
| Votes blancs et nuls     | Votes blancs et nuls     | Votes blancs et nuls     | 2            | 0,15         | 1             | 0,08          | 1               | 0,08            |  |
| Total                    | Total                    | Total                    | 1 317        | 100          | 1 319         | 100           | 1 313           | 100             |  |
| Abstentions              | Abstentions              | Abstentions              | 2            | 0,15         | 0             | 0,00          | 7               | 0,53            |  |
| Absents                  | Absents                  | Absents                  | 5            | 0,38         | 5             | 0,38          | 4               | 0,30            |  |
| Inscrits / Participation | Inscrits / Participation | Inscrits / Participation | 1 324        | 99,47        | 1 324         | 99,62         | 1 324           | 99,17           |  |